# 199687 Erősszsolt
A 199687 Erősszsolt a Naprendszer kisbolygóövében található aszteroida. Sárneczky Krisztián fedezte fel 2006. április 21-én.